# 圣玛利亚法瓦堂
圣玛利亚法瓦堂（Santa Maria della Fava）是一座古老的罗马天主教教堂，位于意大利威尼斯城堡区。

## 名稱由來
教堂、桥梁和广场名称的后缀“法瓦”（意为“豆子”）有多种解释。一种解释是，威尼斯的这个地区曾是豆类贸易或豆饼糕点店的所在地。一个更精彩的故事说道，一个走私盐和豆子的男人在此被捕，当他跪在墙上的圣母像前，他包里的盐不见了，从而逃脱了监禁。 后来建造了这座教堂，供奉这幅神奇的圣像。最后，该堂可能得名于费拉拉的法瓦家族。

## 歷史
该地点原来的教堂完成于1500年。后来属于圣斐理伯·内里（Phillip Neri）修会。我们今天看到的重建但未完成的教堂，是由安东尼奥加斯帕里在1711年设计，而后殿和祭衣间（1750年）则是由乔治马萨里完成的。

## 陳列物品
教堂的内部有著名的祭台画，乔凡尼·巴蒂斯塔·提埃坡罗的“圣亚纳、年轻的圣母和圣若亚敬（Gioacchino）”（1732年）。堂内还有皮亚泽塔的“圣母与圣斐理伯·内里”。约瑟夫·伯纳迪（Giuseppe Bernardi）雕刻了一系列的圣徒雕像。祭台是由马萨里设计，两侧的天使则是由乔凡尼·玛丽亚·莫拉特（Giovanni Maria Morlaiter）设计。